# بيل هولم (كاتب)
بيل هولم (بالإنجليزية: Bill Holm)‏ هو كاتب وشاعر أمريكي، ولد في 25 أغسطس 1943 في مينيوتا في الولايات المتحدة، وتوفي في 25 فبراير 2009 في سو فولز في الولايات المتحدة.

## وصلات خارجية
- الموقع الرسمي